# پائولو مانتگازا

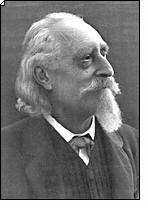
پرتره پائولو مانتگازا

پائولو مانتگازا (به انگلیسی: Paolo Mantegazza) (تلفظ ایتالیایی: [ˈpa:olo manteˈɡattsa]؛ ۳۱ اکتبر ۱۸۳۱–۲۸ اوت ۱۹۱۰) یک متخصص مغز و اعصاب، فیزیولوژیست و انسان‌شناس ایتالیایی بود که برای تحقیقات تجربی خود در مورد برگ‌های کوکا و اثرات آن بر روان انسان شناخته شده‌است. او همچنین نویسنده کتاب‌های داستان تخیلی نیز بود.

## زندگی
مانتگازا در ۳۱ اکتبر ۱۸۳۱ در مونزا متولد شد. پس از گذراندن دوران دانشجویی خود در دانشگاه‌های پیزا و میلان، مدرک دکترای پزشکی خود را در سال ۱۸۵۴ از دانشگاه پاویا دریافت کرد. پس از سفر به اروپا، هند و آمریکا، به عنوان پزشک در آرژانتین و پاراگوئه مشغول به کار شد.
او در سال ۱۸۵۸ به ایتالیا بازگشت و به عنوان جراح در بیمارستان میلان و استاد آسیب‌شناسی عمومی در دانشگاه پاویا منصوب شد. در سال ۱۸۷۰، او به عنوان استاد انسان‌شناسی در موسسه‌ی مطالعات عالی فلورانس منصوب شد. در آنجا، او اولین موزه‌ی انسان‌شناسی و قوم‌شناسی در ایتالیا و بعداً انجمن انسان‌شناسی ایتالیا را تأسیس کرد.
از سال ۱۸۶۵ تا ۱۸۷۶، او نماینده‌ی حوزه انتخابیه مونزا در پارلمان ایتالیا بود و متعاقباً در مجلس سنای ایتالیا انتخاب شد. او به دلیل وسعت عملش در کالبدشکافی حیوانات زنده، هدف حملات شدید قرار گرفت.
در سال ۱۸۷۹، مانتگازا به همراه همکارش استفان سامیه به نروژ سفر کرد تا «حقایق انسان‌شناسی» درباره سامی‌ها را جمع‌آوری کند. او سه نوع اطلاعات جمع‌آوری کرد: اقلام فرهنگی، اندازه‌گیری‌های آنتروپومتریک و عکس‌ها. دسته آخر شامل تصاویری بود که او و سامیه خلق کرده بودند و همچنین عکس‌هایی که در طول مسیر گرفته بود. همه آنها به فلورانس بازگردانده شدند، جایی که مانتگازا مدیر موزه انسان‌شناسی بود.
مانتگازا در سال ۱۸۹۵ به عنوان عضو بین‌المللی انجمن فیلسوفان آمریکا انتخاب شد.
در سال ۱۸۹۷، او رمان خود با عنوان «سال ۳۰۰۰: یک رویا» را منتشر کرد؛ او از طریق این اثر پیش‌بینی کرد که شهروندان آینده به تهویه مطبوع، برق تجدیدپذیر، کارت‌های اعتباری و سرگرمی‌های واقعیت مجازی و همچنین جنگی عظیم در اروپا دسترسی خواهند داشت که به دنبال آن صلح، یکپارچگی و واحد پول واحد ایجاد خواهد شد.
در زمانی که علم و فرهنگ عمومی و رسمی در ایتالیا هنوز تحت تأثیر کلیسای کاتولیک روم بود، مانتگازا یک لیبرال سرسخت بود و از ایده‌های داروینیسم در انسان‌شناسی دفاع می‌کرد، تحقیقات او به تثبیت آن به عنوان «تاریخ طبیعی انسان» کمک کرده بود. او همچنین از سال ۱۸۶۸ تا ۱۸۷۵ با چارلز داروین مکاتبه داشت.
با این حال، تاریخ طبیعی مانتگازا را باید از منظر داروینیسم نژادی یا اجتماعی در نظر گرفت، که در درخت ریخت‌شناسی نژادهای انسانی او مشهود است. این درخت سه اصل را ترسیم می‌کند: یک فرا روایت اروپایی واحد که تمام فرهنگ‌های متعدد جهان را کنترل می‌کند؛ تاریخ بشر به عنوان امری مترقی تصور می‌شود، و انسان اروپایی به عنوان اوج پیشرفت و توسعه؛ و در نهایت، رتبه‌بندی نژادهای مختلف در یک ساختار سلسله مراتبی. این سلسله مراتب به طور مشابه به یک درخت ساختار یافته بود، که نژاد آریایی در بالاترین شاخه قرار داشت و پس از آن پولینزی‌ها، سامی‌ها، ژاپنی‌ها و به سمت پایین‌ترین شاخه، یعنی "نگریتوها"، قرار داشتند. مانتگازا همچنین یک "درخت زیبایی‌شناسی نژاد بشر" با نتایج مشابه طراحی کرد.
مانتگازا معتقد بود که داروها و برخی غذاها در آینده نوع بشر را تغییر خواهند داد و از تحقیقات تجربی و استفاده از کوکائین به عنوان یکی از این داروهای معجزه‌آسا دفاع کرد. هنگامی که مانتگازا از آمریکای جنوبی بازگشت، جایی که شاهد استفاده از کوکا توسط مردم بومی بود، توانست مقدار منظمی از برگ‌های کوکا را بجود و سپس در سال ۱۸۵۹ آنها را روی خود آزمایش کند. پس از آن، او مقاله‌ای با عنوان «درباره خواص بهداشتی و دارویی کوکا و تغذیه عصبی به طور کلی» نوشت.